# Union polono-suédoise

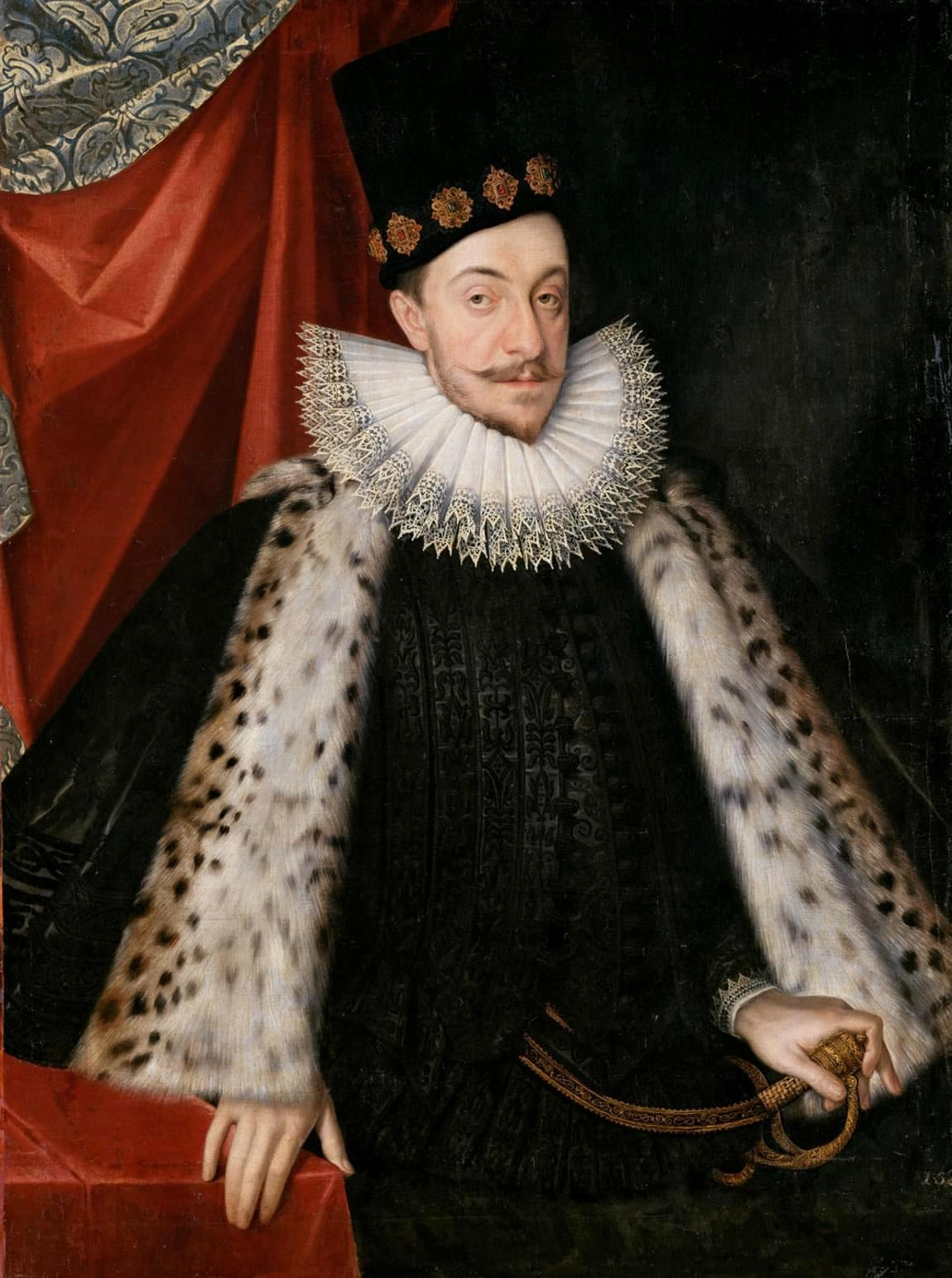
Sigismond III Vasa, roi de Pologne – 1587-1632 et de Suède – 1592-1599

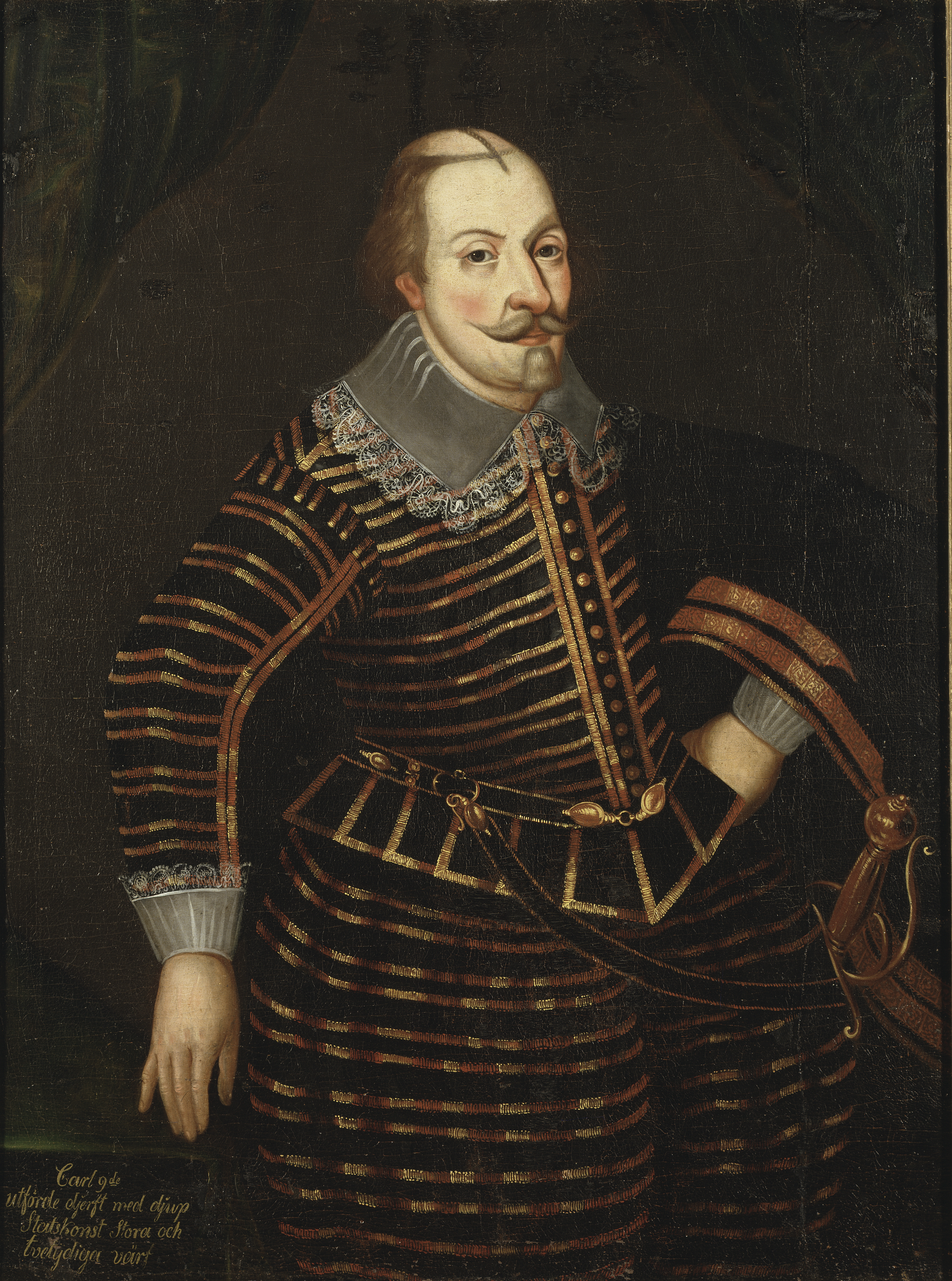
Charles IX de Suède ; oncle et adversaire de Sigismond.

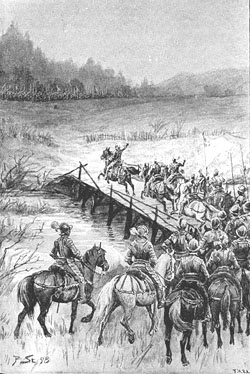
La Bataille de Stångebro, qui mit effectivement fin à l'union.

17 novembre 1592 – 24 juillet 1599
Entités précédentes :
- République des Deux Nations
- Royaume de Suède

Entités suivantes :
- République des Deux Nations
- Royaume de Suède

L'union polono-suédoise est une union personnelle de courte durée unissant la république des Deux Nations et le royaume de Suède entre 1592 et 1599. L'union a été formée lorsque Sigismond III Vasa, roi de Pologne et grand-duc de Lituanie, a été couronné roi de Suède ; elle s'est dissoute à la suite d'une guerre civile en Suède au cours de laquelle Sigismond en a perdu la couronne. Ce dernier retourna ensuite à Varsovie et poursuivit une guerre contre la Suède.

## Prélude
Après la mort de Jean III de Suède, son fils Sigismond devient héritier du trône de Suède. Sigismond à cette époque avait déjà été élu roi de Pologne (depuis 1587). Sigismond connaissait certainement la valeur du trône de Suède et, après avoir appris la mort de son père et les prétentions au trône de son oncle, le duc Charles de Södermanland, il demanda au Sejm (parlement polonais) la permission de quitter la double-monarchie et de se rendre en Suède, où il pourrait ceindre la couronne. Le Sejm lui en donna la permission et, le 3 août 1593, Sigismond, accompagné de sa femme, Anne de Habsbourg, et d'autres partisans, partit pour la Suède.
En Suède, il rencontra un grave problème dû à sa religion, car Sigismond était un catholique dévot et la plupart de la population suédoise (y compris Charles) s'était convertie au luthéranisme. On craignait que Sigismond, s'il était élu roi, ne soutînt les catholiques contre les protestants. À cette époque, le duc Charles et ses amis protestants étaient nettement plus nombreux que les partisans de Sigismond. Néanmoins, immédiatement après la mort du roi Jean, un synode convoqué à Uppsala par le duc Charles rejeta la nouvelle liturgie et rédigea une confession de foi anti-catholique. La confession d'Augsbourg fut adoptée le 9 janvier 1594. Les représentants des luthériens et de la petite noblesse faisaient pression sur Sigismond, afin qu'il se positionnât par rapport à ces questions religieuses. Pressé par la situation politique, et au milieu de l'agitation montante entre ses partisans catholiques et l'opposition luthérienne, il finit par accepter le 19 février de garantir la liberté religieuse aux protestants et interdit aux catholiques de manifester publiquement leur foi et d'exercer des fonctions importantes.

## L'union
L'accord du 19 février semblait avoir apaisé la situation ; Sigismond fut couronné dans la cathédrale d'Uppsala et devint roi de Suède. Le Royaume de Suède se trouvait désormais en une union personnelle avec la Pologne-Lituanie. En juillet, Sigismund laissa la Suède entre les mains du conseil de régence et retourna en Pologne. La Suède devait être gouvernée conjointement par le Conseil privé de Suède et l'oncle de Sigismond, le duc Charles.
Sigismond, cependant, renia ses promesses antérieures, ouvrant des écoles catholiques et donnant aux catholiques des postes importants. Charles, quant à lui, n'avait pas renoncé à monter sur le trône de Suède et poursuivait son propre programme politique. Le 18 mai 1595, il signa le traité de Teusina avec la Moscovie, mettant fin à la guerre russo-suédoise de 1590-1595 et acceptant le statu quo ante bellum des frontières autour du golfe de Finlande (Ingrie). Cela allait à l'encontre des plans de Sigismond, qui avait promis dans sa pacta conventa lors de son élection de céder le duché d'Estonie, suédois, à la Pologne ; et de compenser la Suède avec un territoire acquis à sur Moscovie. En 1595, Charles désobéit ouvertement au roi en convoquant les États à Söderköping. Le Riksdag de 1595 le proclame régent, bien que le roi Sigismond lui ait auparavant explicitement refusé cette fonction. Soutenu par de nombreux protestants et le gros des classes inférieures, il avait contre lui la plupart de la noblesse, les catholiques, la région correspondant à la Finlande actuelle, et la majeure partie de la population de Stockholm. La Suède se trouvait de fait au bord de la guerre civile.
Le duc Charles souhaitait mettre fin au conflit par des moyens militaires, mais il n'obtint que peu de soutien de la part du Conseil royal. Le nouveau Riksdag qu'il convoque à Arboga en 1597 — encore une fois à l'encontre des ordres du roi — voit peu de participants, dont un seul vient du Conseil royal. Malgré cela, Charles décide d'ouvrir les hostilités. Une partie du sud de la Suède est rapidement conquise. Plusieurs membres du Conseil royal se rendent alors en Pologne pour convaincre Sigismund de prendre des contre-mesures. Sigismond envoya une mission diplomatique, dans une tentative de résoudre le conflit par des négociations. Charles semblait de prime abord prêt à négocier, mais il cherchait en fait à temporiser, essayant de faire confirmer son pouvoir à un autre Riksdag (à Arboga), recrutant des paysans pour son armée et isolant les partisans de Sigismond.
En 1598, le Sejm donna à Sigismond le feu vert pour mener une campagne militaire contre ses adversaires en Suède ; cependant, il refusa de lui apporter un soutien significatif. L'armée de Sigismond était composée principalement de mercenaires (Allemands et Hongrois), soutenus par une force polonaise relativement petite (bien qu'avec un peu d'artillerie).
La campagne de Sigismond était mal planifiée. Sigismond n'a pas été en mesure de coordonner les mouvements de ses troupes avec ceux de ses partisans, en particulier avec Fleming, qui était censé attaquer Charles depuis la Finlande. Après quelques succès initiaux (la prise de Kalmar et la défaite des troupes de Charles à Stegeborg), les forces de Sigismond sont vaincues le 25 septembre 1598 à la bataille de Stångebro (également connue sous le nom de bataille de Linköping). Sigismond est capturé et contraint de livrer certains de ses partisans tels que le chancelier de Suède, Erik Larsson Sparre. En mai 1599, les forces de Charles capturèrent Kalmar, la dernière forteresse détenue par Sigismond. Le 24 juillet 1599, le Riksdag de Stockholm détrône officiellement Sigismond. Charles IX devient le nouveau roi de Suède et l'union polono-suédoise est dissoute après à peine sept ans d'existence. En mars 1600, certains des partisans de Sigismond furent exécutés, dont cinq sénateurs, lors d'un événement connu sous le nom de bain de sang de Linköping (Linköpings blodbad).

## Conséquences
Sigismond, qui a été autorisé à retourner en Pologne, n'a pas renoncé à son désir de regagner le trône de Suède. Cette attitude a conduit à une série de guerres polono-suédoises, qui ont culminé sous le règne de son fils, Jean II Casimir de Pologne, avec l'invasion suédoise de la Pologne connue sous le nom de Déluge suédois.

## Mer Baltique
Au moment de l'union, le littoral de la Pologne s'étendait de la Poméranie à Pärnu. Le littoral suédois s'étendait quant à lui de Brömsebro à Pärnu. Ainsi, l'époque de l'union polono-suédoise était unique en ce que la mer Baltique était effectivement devenue une mer intérieure de ce super-État.